# Гюльден, Эва Каарина
Эва Каарина Гюлден (8 апреля 1930, Виипури — 30 октября 2006, Тампере, Западная Финляндия) — финская актриса.

## Биография
Родилась 8 апреля 1930 года в Выборге. Окончила Финское театральное училище в 1953 году. После окончания учебы поступила в городском театре Лахти (Lahden kaupunginteatteri). За год до этого снялась в криминальной драме Длинная ночь (Yö on pitkä, 1952). Затем служила в Коткинском городском театре и Рабочем театре Тампере. В последнем Гилден прослужила 34 года и ушла из него в 1993 году. Она играла не только в пьесах, но и в мюзиклах, опереттах и операх. Самой заметной из ролей в оперетте была роль Элизы в Моя прекрасная леди (1985). В 1986-87 снималась в комедийном сериале Tarkkis. Гюлден также выступала в Опере Тампере и работала преподавателем оперного класса Консерватории Тампере с 1974 по 1990 год.
Скончалась 30 октября 2006 года в Тампере.